# Justin Foley
Justin Foley (nascido em 1976) é mais conhecido como o baterista da banda de metalcore, Killswitch Engage. Ele também é ex membro ativo da banda Blood Has Been Shed junto com o ex-vocalista do Killswitch Engage, Howard Jones. Foley citou suas principais influências que são John Bonham, Neil Peart, Buddy Rich, Sean Reinert, e Charlie Benante.

## Biografia

### Início da Carreira
Justin Foley nasceu em Simsbury, Connecticut, em 1976. Antes de tocar no Killswitch Engage, Foley participou de um grupo em Connecticut thrash / numa banda de jazz chamado Red Tide. Red Tide começou como uma banda de thrash metal em 1993, em seguida, evoluiu para uma banda de jazz no final dos anos 90. Como o letrista principal e um dos compositores de Red Tide, Foley ganhou Capa da Celebridade local. Com o Red Tide, Foley lançou fitas demo, pelo menos cinco, e dois CDs. Red Tide se separou em 2002 devido a divergências pessoais e à incapacidade para o trabalho em equipe.

### Educação
Foley se formou no Colégio Simsbury em Simsbury, Connecticut em 1994. Obteve seu Talento na bateria na Universidade de Connecticut. Ele passou a frequentar a prestigiosa Hartt School (Escola de Música) assim obteve seu talento na bateria. Quando ele não está em turnê ou gravando, Justin continua a realizar as sinfonias no Connecticut.

### Killswitch Engage
Foley se juntou a Killswitch Engage após a saída do baterista anterior, Tom Gomes, em outubro de 2003. Ele demonstrou seu domínio dinâmico e poderoso na bateria enquanto tocava com ambas as bandas.
Justin Foley é um dos muitos artistas de publicidade da Evans drumheads junto com bateristas famosos, tais como Daniel Erlandsson, Charlie Benante, Kevin Talley, Morgan Rose, Matthew McDonough e Vinnie Paul, entre outros artistas.

### Vida pessoal
Foley citou que, se ele não toca-se bateria, ele gostaria de jogar para o New York Yankees, que ele é um ávido fã. Ele também é um ávido fã de Os Simpsons, desenho que compartilha paixão mútua com Howard. Ele agora vive em St. Louis, Missouri. Foley é conhecido por sua cabeça raspada e barba longa.

## Equipamento
- Yamaha Oak Custom Drums
  - 20x17" Bass Drum
  - 10x8" Rack Tom
  - 13x10" Floor Tom
  - 15x12" Floor Tom (custom)
  - 14" x 6.5" Mike Bordin Signature Snare
- Yamaha Subkick
- Yamaha Pedal Duplo
- Evans Drum Heads
- Zildjian Cymbals
  - 19in K Custom Dark China
  - 16in A Custom Projection Crash
  - 18in A Custom Medium Crash
  - 22in A Custom Medium Ride
  - 14in K Custom Session Hihats
  - 10in A Splash
  - 19in A Custom Crash
- Pro-Mark Baqueta

## Discografia
Álbuns
- Blood Has Been Shed  - Novella of Uriel (20 de Fevereiro, 2001; Ferret Records)
- Blood Has Been Shed - Spirals (11 de Março, 2003; Ferret Records)
- Killswitch Engage - The End of Heartache (11 de Maio, 2004; Roadrunner Records)
- Killswitch Engage - As Daylight Dies (21 de Novembro, 2006; Roadrunner Records)
- Killswitch Engage - Killswitch Engage (30 de Junho, 2009; Roadrunner Records)
- Killswitch Engage - Disarm The Descent (02 de Abril, 2013; Roadrunner Records)
- Red Tide - Type 2 (Agosto de 2001; Encrypted Records)
- Red Tide - Themes of the Cosmic Consciousness (1997; Auto-liberado)
- Red Tide - Hybrid / Produção Limitada (1996)
- Red Tide - Expressions Demo Tape (1995)
- Red Tide - Steps to the End Demo Tape (1994)
- Red Tide - Ideal Creation Demo Tape (1994)
- Red Tide - Peculiar Institution Demo Tape (1993)

DVD
- Killswitch Engage - (Set This) World Ablaze (22 de Novembro, 2005; Roadrunner Records)